# Jain (Sängerin)

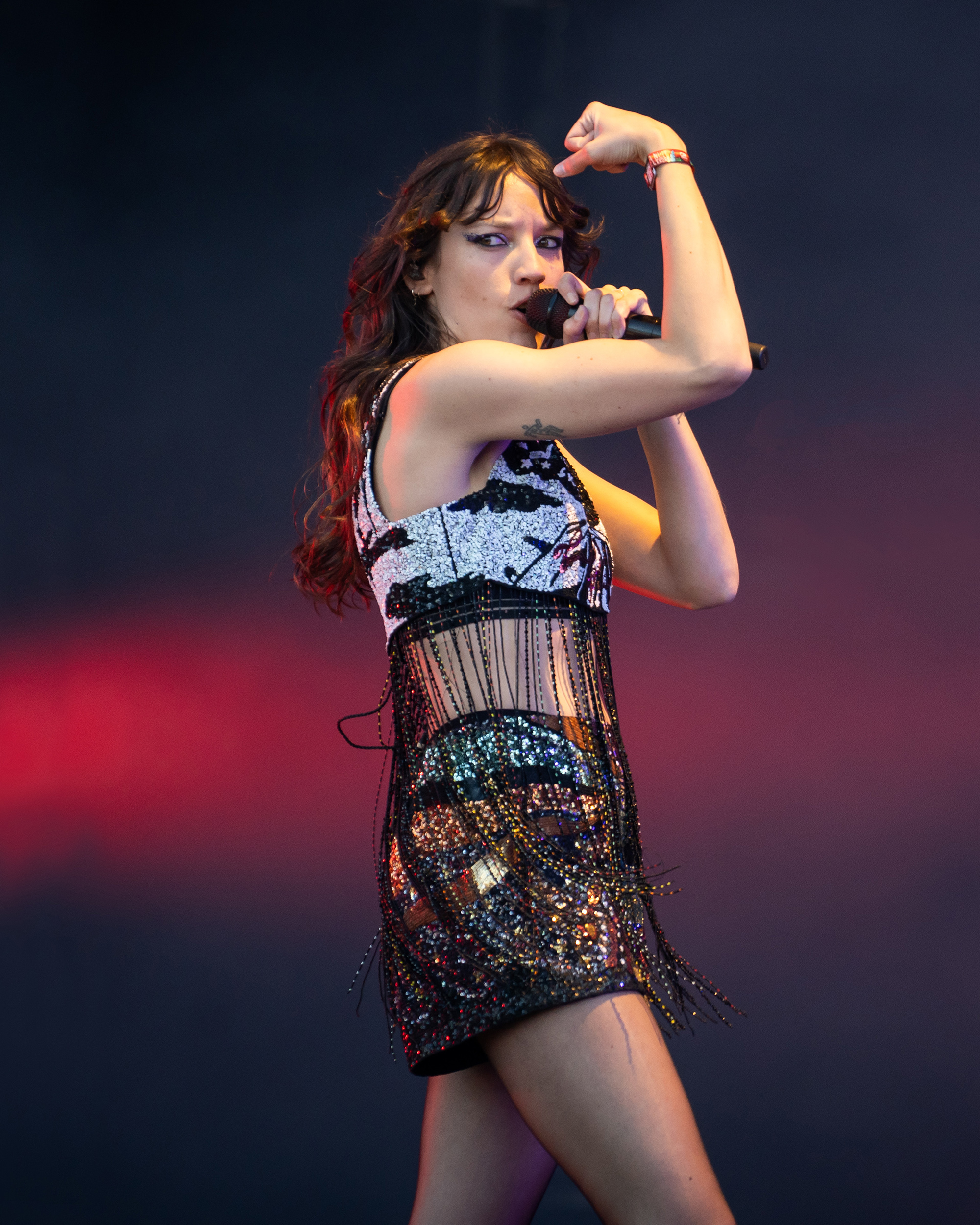
Jain (2024).

Jain [dʒeɪn] (* 7. Februar 1992 in Toulouse; eigentlich Jeanne Louise Galice) ist eine französische Singer-Songwriter und Popsängerin.

## Karriere
Jeanne Louise Galice wurde am 7. Februar 1992 in Toulouse geboren. Sie ist von madagassischer Abstammung durch ihren Großvater mütterlicherseits und ihre Mutter ist französisch-madagassisch.
Jains Vater arbeitet in der Ölindustrie und sie verbrachte deshalb einen Großteil ihrer Jugend im Ausland. Mit neun Jahren zog sie vom Südwesten Frankreichs mit der Familie nach Dubai, wo sie Tabla spielen lernte. Ab dem Alter von 13 Jahren wuchs sie im Kongo auf, wo sie viele musikalische Erfahrungen und Einflüsse bezog. Sie produzierte das Lied Come, das sie mit 16 Jahren geschrieben hatte, und stellte es bei MySpace ein. Über das Internet fand sie einen Manager und wurde von Yodelice entdeckt, der sie förderte und ihre Musik produzierte. Im Juli 2015 erschien ihre erste EP Hope und der Titelsong sowie das Lied Come schafften den Einstieg in die Top 200 der französischen Charts.
Jains erstes Album Zanaka wurde am 6. November 2015 veröffentlicht. Anfänglich hielt sich der Erfolg in Grenzen, dann entwickelte sich der Song Come zum Internethit und erreichte im Februar 2016 Platz eins der französischen und Platz fünf der belgischen Singlecharts. Das Album platzierte sich daraufhin auch in der Schweiz und stieg in Frankreich bis in die Top 10 auf. Dort wurde es 2018 mit einer Diamant-Schallplatte ausgezeichnet (entspricht 500.000 verkauften Exemplaren) und für einen Victoire in der Kategorie Album Revelation („Albumentdeckung“) nominiert. Ein zweiter Singlehit gelang ihr mit dem Lied Makeba, das vom Mobilfunkanbieter Sosh und von der Textilmarke Levi’s in der Werbung verwendet wurde. Bei den Victoires wurde Jain Anfang 2017 als Künstlerin des Jahres und Makeba als Videoclip des Jahres ausgezeichnet.
Die Videoclips zu ihren Liedern enthalten optische Spielereien nach der Art von M. C. Escher oder des Surrealismus, in denen die Songtexte implementiert erscheinen. Ihre Singstimme wirkt sehr beweglich zwischen verschiedenen englischen Metrolekten und diversen Akzenten.
2018 veröffentlichte sie ihr zweites Studioalbum Souldier. Es übertraf die Platzierungen des Debütalbums und erreichte Platz 1 in Frankreich und mit Doppelplatin war es auch insgesamt sehr erfolgreich. Anschließend ging sie auf eine internationale Tournee und trat u. a. beim 20. Coachella Festival in den USA auf. Danach nahm sie sich eine längere Auszeit, in die auch die COVID-19-Pandemie fiel.
Am 21. April 2023 kehrte sie mit ihrem dritten Album The Fool zurück. Für die Realisierung dieses Projekts hatte sie mit dem Musiker Yodelice zusammengearbeitet. Das Album erreichte Platz 6 in Frankreich, konnte aber insgesamt an die großen Erfolge davor nicht anknüpfen. Lediglich der Titelsong war ein kleinerer Singlehit.

## Stellungnahmen

### Rechtssache Gérard Depardieu
Im Jahr 2023 unterzeichnete sie eine Gegenpetition von über 8.000 Künstlern, gegen die Verharmlosung von Vergewaltigung im Falle prominenter Persönlichkeiten. Zuvor gab es eine Stellungnahme von 600 Künstlern und Persönlichkeiten, die sich an die Seite Gérard Depardieus stellten, nachdem dieser der Vergewaltigung beschuldigt wurde.

## Diskografie

### Studioalben
| Jahr | Titel    | Höchstplatzierung, Gesamtwochen, AuszeichnungChartplatzierungen (Jahr, Titel, Platzierungen, Wochen, Auszeichnungen, Anmerkungen) | Höchstplatzierung, Gesamtwochen, AuszeichnungChartplatzierungen (Jahr, Titel, Platzierungen, Wochen, Auszeichnungen, Anmerkungen) | Höchstplatzierung, Gesamtwochen, AuszeichnungChartplatzierungen (Jahr, Titel, Platzierungen, Wochen, Auszeichnungen, Anmerkungen) | Höchstplatzierung, Gesamtwochen, AuszeichnungChartplatzierungen (Jahr, Titel, Platzierungen, Wochen, Auszeichnungen, Anmerkungen) | Höchstplatzierung, Gesamtwochen, AuszeichnungChartplatzierungen (Jahr, Titel, Platzierungen, Wochen, Auszeichnungen, Anmerkungen) | Anmerkungen                                                |
| Jahr | Titel    | FR | BEW | DE | AT | CH | Anmerkungen                                                |
| ---- | -------- | --- | --- | --- | --- | --- | ---------------------------------------------------------- |
| 2015 | Zanaka   | FR6 Diamant · (107 Wo.)FR | BEW4 (173 Wo.)BEW | — | — | CH17 Gold · (63 Wo.)CH | Erstveröffentlichung: 5. November 2015 Verkäufe: + 570.000 |
| 2018 | Souldier | FR1 ×2Doppelplatin · (100 Wo.)FR                                                                                                  | BEW3 (45 Wo.)BEW | — | — | CH2 (11 Wo.)CH | Erstveröffentlichung: 24. August 2018 Verkäufe: + 200.000  |
| 2023 | The Fool | FR6 Gold · (51 Wo.)FR | BEW18 (10 Wo.)BEW | — | — | CH28 (1 Wo.)CH | Erstveröffentlichung: 21. April 2023 Verkäufe: + 50.000    |

### EPs
- Hope (2015)

### Singles
| Jahr | Titel Album            | Höchstplatzierung, Gesamtwochen, AuszeichnungChartplatzierungen (Jahr, Titel, Album, Platzierungen, Wochen, Auszeichnungen, Anmerkungen) | Höchstplatzierung, Gesamtwochen, AuszeichnungChartplatzierungen (Jahr, Titel, Album, Platzierungen, Wochen, Auszeichnungen, Anmerkungen) | Höchstplatzierung, Gesamtwochen, AuszeichnungChartplatzierungen (Jahr, Titel, Album, Platzierungen, Wochen, Auszeichnungen, Anmerkungen) | Höchstplatzierung, Gesamtwochen, AuszeichnungChartplatzierungen (Jahr, Titel, Album, Platzierungen, Wochen, Auszeichnungen, Anmerkungen) | Höchstplatzierung, Gesamtwochen, AuszeichnungChartplatzierungen (Jahr, Titel, Album, Platzierungen, Wochen, Auszeichnungen, Anmerkungen) | Höchstplatzierung, Gesamtwochen, AuszeichnungChartplatzierungen (Jahr, Titel, Album, Platzierungen, Wochen, Auszeichnungen, Anmerkungen) | Anmerkungen |
| Jahr | Titel Album            | FR | BEW | DE | AT | CH | UK | Anmerkungen |
| --- | ---------------------- | --- | --- | --- | --- | --- | --- | --- |
| 2015 | Come Zanaka            | FR1 Diamant · (86 Wo.)FR | BEW5 (18 Wo.)BEW | — | — | CH75 (1 Wo.)CH | — | Erstveröffentlichung: 11. Mai 2015 Verkäufe: + 413.333                                                                                |
| 2015 | Hope Zanaka            | FR87 (4 Wo.)FR | — | — | — | — | — | Erstveröffentlichung: 22. Juni 2015                                                                                                   |
| 2015 | Makeba Zanaka          | FR15 Diamant · (90 Wo.)FR | BEW27 (17 Wo.)BEW | DE43* (15 Wo.)DE | AT11* Gold · (16 Wo.)AT | CH9* (22 Wo.)CH | UK52* Silber · (9 Wo.)UK | Erstveröffentlichung: 30. Oktober 2015 Verkäufe: + 956.333 * erstmals im Juni 2023 nach Verwendung bei TikTok in den Charts platziert |
| 2017 | Dynabeat Zanaka        | FR99 (1 Wo.)FR | — | — | — | — | — | Erstveröffentlichung: 10. Juli 2017                                                                                                   |
| 2018 | Alright Souldier       | FR6 Diamant · (45 Wo.)FR | BEW2 (28 Wo.)BEW | — | — | CH38 Gold · (13 Wo.)CH | — | Erstveröffentlichung: 25. Mai 2018 Verkäufe: + 343.333                                                                                |
| 2018 | Oh Man Souldier        | FR23 Platin · (27 Wo.)FR | BEW9 (16 Wo.)BEW | — | — | — | — | Erstveröffentlichung: 8. Oktober 2018 Verkäufe: + 200.000                                                                             |
| 2023 | The Fool               | FR44 Platin · (23 Wo.)FR | BEW7 (22 Wo.)BEW | — | — | — | — | Erstveröffentlichung: 23. Februar 2023 Verkäufe: + 200.000                                                                            |
| Folgende Lieder erschienen nicht als Single, wurden aber durch das Album zum Download und Streaming bereitgestellt und konnten somit eine Platzierung erlangen: |                        | | | | | | | |
| |                        | | | | | | | |
| 2016 | Heads Up Zanaka        | FR128 Gold · (2 Wo.)FR | — | — | — | — | — | Charteinstieg: 9. Januar 2016 Videoauskopplung: 23. Januar 2017 Verkäufe: + 100.000                                                   |
| 2018 | On My Way Souldier     | FR184 (1 Wo.)FR | — | — | — | — | — | Charteinstieg: 1. September 2018 |
| 2024 | Night Heights The Fool | — | BEW34 (4 Wo.)BEW | — | — | — | — | |

## Auszeichnungen für Musikverkäufe
| Goldene Schallplatte - Brasilien - 2023: für die Single Makeba - Griechenland - 2023: für die Single Makeba - Kanada - 2018: für die Single Come - 2023: für das Album Zanaka - Spanien - 2016: für die Single Come - 2024: für die Single Makeba Platin-Schallplatte - Italien - 2023: für die Single Makeba - Polen - 2016: für die Single Come - 2024: für das Album Zanaka - Vereinigte Staaten - 2025: für die Single Makeba | 2× Platin-Schallplatte - Italien - 2017: für die Single Come - Kanada - 2024: für die Single Makeba - Ungarn - 2023: für die Single Makeba 3× Platin-Schallplatte - Polen - 2024: für die Single Makeba |

Anmerkung: Auszeichnungen in Ländern aus den Charttabellen bzw. Chartboxen sind in ebendiesen zu finden.
| Land/RegionAuszeichnungen für Musikverkäufe (Land/Region, Auszeichnungen, Verkäufe, Quellen) | Silber  | Gold       | Platin       | Diamant     | Verkäufe  | Quellen             |
| -------------------------------------------------------------------------------------------- | ------- | ---------- | ------------ | ----------- | --------- | ------------------- |
| Brasilien (PMB)                                                                              | —       | Gold1      | —            | —           | 30.000    | pro-musicabr.org.br |
| Frankreich (SNEP)                                                                            | —       | 2× Gold2   | 4× Platin4   | 4× Diamant4 | 2.149.999 | snepmusique.com     |
| Griechenland (IFPI)                                                                          | —       | Gold1      | —            | —           | 10.000    | Einzelnachweise     |
| Italien (FIMI)                                                                               | —       | —          | 3× Platin3   | —           | 200.000   | fimi.it             |
| Kanada (MC)                                                                                  | —       | 2× Gold2   | 2× Platin2   | —           | 240.000   | musiccanada.com     |
| Österreich (IFPI)                                                                            | —       | Gold1      | —            | —           | 15.000    | ifpi.at             |
| Polen (ZPAV)                                                                                 | —       | —          | 5× Platin5   | —           | 190.000   | olis.pl             |
| Schweiz (IFPI)                                                                               | —       | 2× Gold2   | —            | —           | 20.000    | hitparade.ch        |
| Spanien (Promusicae)                                                                         | —       | 2× Gold2   | —            | —           | 50.000    | elportaldemusica.es |
| Ungarn (MAHASZ)                                                                              | —       | —          | 2× Platin2   | —           | 8.000     | slagerlistak.hu     |
| Vereinigte Staaten (RIAA)                                                                    | —       | —          | Platin1      | —           | 1.000.000 | riaa.com            |
| Vereinigtes Königreich (BPI)                                                                 | Silber1 | —          | —            | —           | 200.000   | bpi.co.uk           |
| Insgesamt                                                                                    | Silber1 | 11× Gold11 | 17× Platin17 | 4× Diamant4 |           |                     |

## Künstlerauszeichnungen
Victoires de la Musique
- 2017: Artiste féminine de l’année
- 2017: Vidéo-clip de l’année (für Makeba)